# Hopea auriculata
Espèce
Statut de conservation UICN

 CR C2a(i); D : 
En danger critique
Hopea auriculata est une espèce de plantes du genre Hopea de la famille des Dipterocarpaceae.